# Porowatość
Porowatość materiału – właściwość ciał stałych określająca wielkość i ilość pustych przestrzeni wewnątrz materiału. Puste przestrzenie są obszarami, w których nie ma materiału stałego, ewentualnie tylko płyn – najczęściej woda lub powietrze. Porowatość określa się liczbowo jako stosunek sumarycznej objętości tych pustych przestrzeni {\displaystyle V_{i}} (porów) do objętości całego ciała {\displaystyle V}
{\displaystyle p={\frac {\sum \limits _{i}{V_{i}}}{V}}={\frac {V_{p}}{V}}.}
Porowatość względna lub bezwzględna ciała określa tylko objętość porów i można ją wyznaczyć, porównując gęstość tego ciała do gęstości substancji stałej tworzącej to ciało. Doświadczalnie można to zrobić poprzez sprasowanie ciała i wyznaczenie jego objętości bez porów {\displaystyle V_{bp},} a następnie ze wzoru
{\displaystyle p={\frac {V-V_{bp}}{V}}={\frac {V_{p}}{V}}.}
Powszechnie przyjęte jest, że określenie „porowatość” dotyczy rozkładu wielkości porów, czyli zawiera informacje o objętości porów, jak i o ilości porów o danej średnicy. Można ją wyznaczyć np. metodą porozymetrii rtęciowej lub planimetryczną metodą mikroskopową.

## Typy porowatości
Ze względu na możliwość występowania w ciele porowatym porów otwartych i zamkniętych wyróżnia się:
- porowatość bezwzględną (całkowitą) – dotyczy wszystkich porów: otwartych i zamkniętych; jest istotna np. z punktu widzenia izolacyjności, małej gęstości,
- porowatość względną – dotyczy tylko porów otwartych, tj. takich, do których może wniknąć nowy płyn; istotna np. pod względem chłonności materiału.

## Materiały porowate
Substancje porowate występują w przyrodzie, np. pumeks o porowatości ok. 0,5. Materiały porowate produkuje się też poprzez spienianie substancji przy użyciu poroforów, np. styropian. Inne materiały porowate, to np. materiały sypkie (np. piasek) lub włókniste. Kształt porów może być różny w różnych materiałach.